# Spanische Fußballnationalmannschaft (U-19-Frauen)
Die spanische U-19-Fußballnationalmannschaft der Frauen (bis 2001 spanische U-18-Fußballnationalmannschaft der Frauen) repräsentiert den spanischen Fußballverband im internationalen Frauenfußball in der Altersklasse bis 19 Jahren.

## Geschichte
Gegründet wurde die Nationalmannschaft 1997 als U-18, um an der erstmals ausgetragenen Europameisterschaft jener Altersklasse teilzunehmen. Die erste offizielle Begegnung bestritt die Auswahl am 19. November 1997 im Zuge der Qualifikation für die EM 1998. Im Jahr 2000 nahmen die Spanierinnen zum ersten Mal an einer Endrunde teil und erreichten das Endspiel, wo man Deutschland mit 2:4 unterlag. Im Juli 2001 wurde zum letzten Mal eine Europameisterschaft als U-18-Wettbewerb ausgetragen, in der Folge wurde die Altersgrenze um ein Jahr angehoben und auch die spanische Nationalmannschaft passte sich dieser Maßnahme an. Der erste große Erfolg gelang bei der Europameisterschaft 2004. Die Spanierinnen setzten sich diesmal im Endspiel mit 2:1 gegen Deutschland durch und holten den ersten Titel überhaupt im Frauenfußball für ihr Land. Der Sieg war eine große Überraschung, war doch die deutsche Auswahl klarer Favorit und hatte in der Vorrunde, nur sechs Tage vor dem Endspiel, den Ibererinnen mit 0:7 die höchste Niederlage ihrer Geschichte zugefügt. Mit diesem Erfolg qualifizierte sich die Mannschaft auch zum ersten Mal für eine Weltmeisterschaft, bei der man jedoch bereits in der Vorrunde ausschied. Dies war zugleich die letzte WM im U-19-Format, in der Folge traten U-20-Mannschaften an. Der nächste EM-Titel glückte der spanischen Auswahl 2017, war man zuvor dreimal in Folge im Endspiel gescheitert, so setzten sich die Ibererinnen diesmal mit 3:2 gegen Frankreich durch. Ein Jahr später, bei der EM 2018, verteidigte Spanien den Titel durch ein 1:0 im Finale gegen Deutschland. Von 2022 bis 2025 gelangen der Mannschaft vier Europameisterschaftssiege in Folge.
Mit sieben Europameistertiteln sowie fünf zweiten Plätzen ist Spaniens U-19 die erfolgreichste Auswahl bei Europameisterschaften dieser Altersklasse.

## Erfolge
- Europameister (7): 2004, 2017, 2018, 2022, 2023, 2024, 2025

## Turnierbilanz

### Weltmeisterschaft
- 2002: nicht qualifiziert
- 2004: Vorrunde

### Europameisterschaft
- 1998: Vorrunde
(U-18; Turnier wurde ohne Endrunde ausgetragen)
- 1999: nicht qualifiziert (U-18)
- 2000: 2. Platz (U-18)
- 2001: 4. Platz (U-18)
- 2002: Vorrunde
- 2003: Vorrunde
- 2004: Europameister
- 2005: nicht qualifiziert
- 2006: nicht qualifiziert
- 2007: Vorrunde
- 2008: Vorrunde
- 2009: nicht qualifiziert
- 2010: Vorrunde
- 2011: Vorrunde
- 2012: 2. Platz
- 2013: nicht qualifiziert
- 2014: 2. Platz
- 2015: 2. Platz
- 2016: 2. Platz
- 2017: Europameister
- 2018: Europameister
- 2019: Halbfinale
- 2020: aufgrund der COVID-19-Pandemie abgesagt
- 2021: aufgrund der COVID-19-Pandemie abgesagt
- 2022: Europameister
- 2023: Europameister
- 2024: Europameister
- 2025: Europameister